# Њупорт (Вашингтон)
Њупорт (енгл. Newport) град је у америчкој савезној држави Вашингтон. По попису становништва из 2010. у њему је живело 2.126 становника.

## Демографија
Према попису становништва из 2010. у граду је живело 2.126 становника, што је 205 (10,7%) становника више него 2000. године.
| Група             | 2000.         | 2010.         |
| Белци             | 1.791 (93,2%) | 1.913 (90,0%) |
| Афроамериканци    | 0 (0,0%)      | 7 (0,3%)      |
| Азијати           | 17 (0,9%)     | 24 (1,1%)     |
| Хиспаноамериканци | 57 (3,0%)     | 95 (4,5%)     |
| Укупно            | 1.921         | 2.126         |